# Jeune entreprise innovante
Pour les articles homonymes, voir JEI.
Le statut de jeune entreprise innovante (JEI), créé par la loi de finances pour 2004, confère aux PME de moins de huit ans qui engagent des dépenses de recherche-développement représentant au moins 15 % de leurs charges, un certain nombre d'avantages le rendant très attractif :
- une exonération d'impôt sur les bénéfices (et avant sa suppression le 1er janvier 2014, d'IFA).
- une exonération d'impôt sur les plus-values de cession de titres pour les associés de la JEI.
- un allègement des cotisations sociales patronales sur les salaires versés aux personnels participant à la recherche. Cet avantage a été drastiquement revu à la baisse en 2010[1]. Depuis le 1er janvier 2014, les exonérations sont rétablies à taux plein (100 %) , uniquement sur les cotisations patronales d'assurance maladie, maternité, invalidité, décès, vieillesse, et allocations familiales jusqu’au dernier jour de la septième année suivant celle de la création de l’entreprise. Certaines cotisations patronales ne sont pas concernées par le dispositif et restent dues (accidents du travail /maladies professionnelles, CSG/CRDS, FNAL, autonomie, assurance-chômage, retraites complémentaires). Les cotisations salariales ne sont pas exonérées.

Ces dispositions s'appliquent aux résultats des exercices ouverts à compter du 1er janvier 2004 par les jeunes entreprises innovantes créées à cette date ou qui se créent entre cette date et le 31 décembre 2013.
Le conseil constitutionnel a été saisi en février 2015 à la suite d'une remise en cause de l'exonération de l'impôt sur le revenu de cessions de parts pour le statut JEI. En mai 2015, l'institution a décidé de déclarer cet avantage légal.